# Buksztel-Gajówka
Buksztel-Gajówka (d. Puszkowo Stojło) – osada leśna w Polsce położona w województwie podlaskim, w powiecie białostockim, w gminie Czarna Białostocka.
W latach 1975–1998 miejscowość administracyjnie należała do województwa białostockiego.